# Veltener Stichkanal

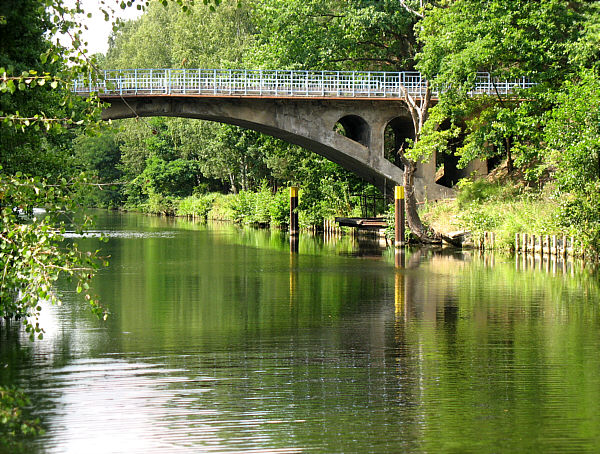
Die Parkallee-Brücke, eine der beiden letzten noch erhaltenen originalen Brücken über den Kanal (neben der Anglerweg-Brücke).

Der Veltener Stichkanal (VSK) ist eine Bundeswasserstraße im deutschen Bundesland Brandenburg. Geographisch betrachtet bildet er den heutigen Unterlauf des Muhrgrabens (auch die Muhre oder Moorgraben genannt).

## Beschreibung
Der Kanal zweigt nördlich Hennigsdorf bei Kilometer 15,3 in nordwestlicher Richtung aus der Bundeswasserstraße Havel-Oder-Wasserstraße (HOW) ab, gehört rechtlich zu ihr und ist mit Wasserstraßenklasse IV ausgewiesen. Er schließt den Hafen Velten und ein Industriegebiet an die HOW an. Der Stichkanal kreuzt den Lauf der Muhre, die von nun an hier mündet. Der Kanal ist 3,23 km lang, die Sohlenbreite beträgt 30 Meter. Er ist für 600-Tonnen-Schiffe ausgelegt. Durch den Kanal konnte auf den Landtransport der Produkte der Ofenfabriken zu den Verladestellen bei Hohenschöpping und an der Schwalbengrube verzichtet werden. Zuständig für die Verwaltung ist das Wasserstraßen- und Schifffahrtsamt Oder-Havel.

## Geschichte

### Bau
Die Geschichte des Kanals ist eng mit der Ofenkachel- und Ziegelproduktion in Velten verbunden, die sich um 1900 auf ihrem Höhepunkt befand. Die Entscheidung für den Kanal ist im Zusammenhang mit den gleichzeitig gebauten Großschiffahrtweg Berlin–Stettin (heute: Havel-Oder-Wasserstraße) zu sehen, der einen komfortablen und schnellen Transport der Veltener Produkte nach Berlin gewährleistete. Für den Bau des Kanals wurden zwischen 1906 und 1912 237 Hektar Land in Gemeindeeigentum überführt. Der Kanal wurde zwischen 1910 und 1912 fertiggestellt, der Hafen 1911 eingeweiht. Die Kosten beliefen sich auf 3,3 Mio. Mark.
Durch den Bau des Hafens mündet der Moorgraben, der sich vorher in den Muhrgraben fortsetzte, heute mit dem Stichkanal in die Havel.

### Erweiterung nach Norden

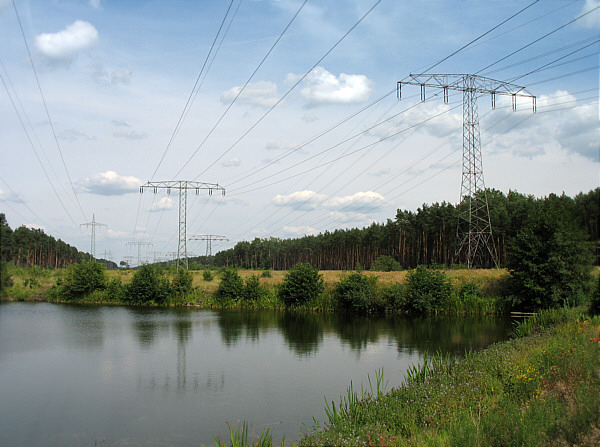
Am abgeschnittenen Nordabzweig des Kanals

Ursprünglich war östlich von Velten ein fünf Kilometer langer vierschiffiger Industriehafen geplant, der vom Stichkanal bis zum Großschiffahrtweg bei Pinnow führen sollte. Eine Industriebahn sollte längs des Kanals verlaufen. 1923 wurde ein Vertrag mit einer Siedlungsgesellschaft geschlossen. Diese hatte für das Gelände 6.365 Morgen Land erworben. Anfang 1924 begann der Bau des Kanals, der an der Brücke des Hohenschöppinger Weges abzweigt. Der Bau endete schon im April 1927 nach nur 1,7 km. Grund waren Liquiditätsprobleme der Siedlungsgesellschaft, die zur gleichen Zeit noch an der Realisierung vieler anderer Projekte beteiligt war, u. a. an der Niederheide bei Hohen Neuendorf. Der Kanalstumpf wurde nach dem Zweiten Weltkrieg etwa 250 m nach dem Abzweig vom Stichkanal durch einen Damm geteilt. Im Jahre 2005 wurde das abgeschnittene Stück erneut durch einen Straßendamm durchteilt.

### Vorläufer des Kanals
Bereits 1894 bestand ein Kanal zwischen der Havel und der Kunststraße (Straßenverbindung Velten–Hennigsdorf). Er verlief weiter südlich in Ost-West-Richtung und war wesentlich schmaler. Seine verlandeten Reste wurden im Zuge der Erweiterung des Hennigsdorfer Stahlwerksgeländes zugeschüttet.

## Wirtschaftliche Bedeutung
Die Veltener Ziegeleien wurden schon kurz vor dem Ersten Weltkrieg Opfer der Krise auf dem Berliner Baumarkt. Bald nach dem Krieg verringerte sich auch die Anzahl der Ofenfabriken beträchtlich. Nahe Velten siedelten sich am Ufer des Kanals metallverarbeitende und chemische Betriebe an. Trotzdem nahm die Nutzung des Kanals weiter ab, was auch durch die Verlagerung des Güterverkehrs auf die Schiene und nach 1990 auf die Straße begründet war.
Der tatsächliche Warentransport 2005 lag bei 77.291 t. In den nächsten drei Jahren war er mit 63.427 t, 95.040 t und 47.644 t stark schwankend. Im Jahr 2009 waren es 122.490 t. Davon sind 114.876 t (hauptsächlich Baustoffe) in Richtung Hafen Velten und 7.614 t (hauptsächlich land- und forstwirtschaftliche Erzeugnisse) in Richtung Havel-Oder-Wasserstraße transportiert worden. 2010 blieb der Warentransport mit 133.663 t (davon 116.236 t in Richtung Hafen Velten und 17.427 t in Richtung Havel-Oder-Wasserstraße) relativ konstant.